# 世界女子ジュニア相撲選手権大会
世界女子ジュニア相撲選手権大会（せかいじょしじぃにあすもうせんしゅけんたいかい、Women Junior World Sumo Championships）は、女子相撲の女子世界ユース大会で、国際相撲連盟が主催する。出場資格は満18歳以下で2008年から原則として2年に1回開催されている。男子は、世界ジュニア相撲選手権大会という名称で、男女とも同一会場で同時開催している。

## 階級
現在では、以下のように階級分けしている。
- Open（無差別級）
- Heavy Weight（重量級、80kg以上）
- Middle Weight（中量級、80kg未満）
- Light Weight（軽量級、65kg未満）

このほかに、団体戦がある。

## 歴代の優勝者
| 回数  | 開催年 | 開催国・都市           | 階級     | 優勝者                       | 国         |
| ----- | ------ | ---------------------- | -------- | ---------------------------- | ---------- |
| 第1回 | 2008年 | エストニア・ラグヴェレ | 無差別級 | 上田幸佳                     | 日本       |
| 第1回 | 2008年 | エストニア・ラグヴェレ | 重量級   | タティアナ・ラストヴェスカヤ | ロシア     |
| 第1回 | 2008年 | エストニア・ラグヴェレ | 中量級   | エップ・マエ                 | エストニア |
| 第1回 | 2008年 | エストニア・ラグヴェレ | 軽量級   | マグダレナ・コザク           | ポーランド |
| 第2回 | 2010年 | ポーランド・ワルシャワ | 無差別級 | 上田幸佳                     | 日本       |
| 第2回 | 2010年 | ポーランド・ワルシャワ | 重量級   | テティアナ・ボルソヴァ       | ウクライナ |
| 第2回 | 2010年 | ポーランド・ワルシャワ | 中量級   | エップ・マエ                 | エストニア |
| 第2回 | 2010年 | ポーランド・ワルシャワ | 軽量級   | ナタリア・コリニアーザック   | ポーランド |
| 第3回 | 2012年 | 香港                   | 無差別級 | ヴィヴィアン・サーカニイ     | ハンガリー |
| 第3回 | 2012年 | 香港                   | 重量級   | テティアナ・ボルソヴァ       | ウクライナ |
| 第3回 | 2012年 | 香港                   | 中量級   | リオナ・ビレシュ             | ウクライナ |
| 第3回 | 2012年 | 香港                   | 軽量級   | マリナ・オクネヴァ           | ロシア     |
| 第4回 | 2014年 | 台湾・高雄             | 無差別級 | ジャゴダ・マズレグ           | ポーランド |
| 第4回 | 2014年 | 台湾・高雄             | 重量級   | 今日和                       | 日本       |
| 第4回 | 2014年 | 台湾・高雄             | 中量級   | スベトラナ・ペトロヴァ       | ロシア     |
| 第4回 | 2014年 | 台湾・高雄             | 軽量級   | 野崎舞夏星                   | 日本       |